# Scott Kelby

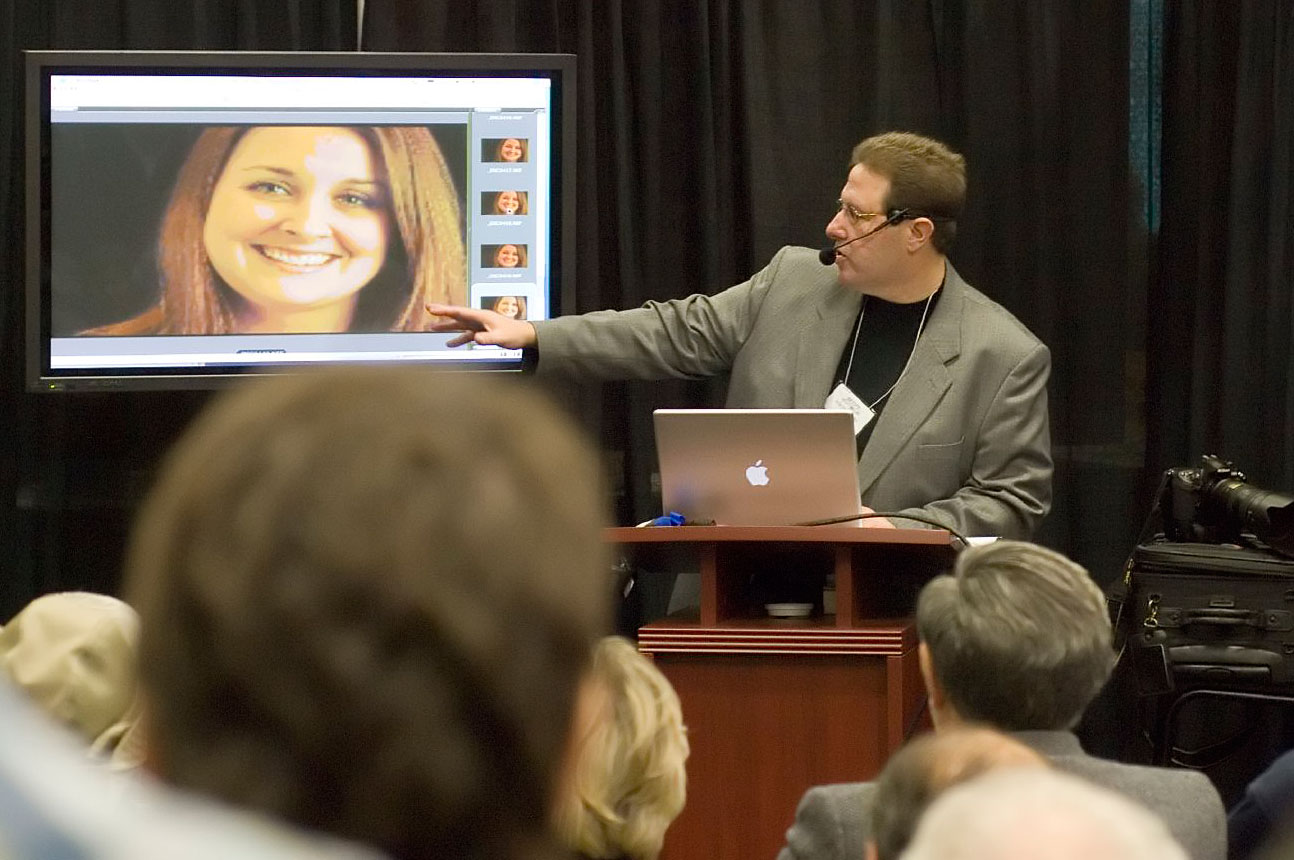
Scott Kelby während eines Seminars

Scott Kelby (* 7. Juli 1960 in Lakeland, Florida) ist ein US-amerikanischer Fotograf und Sachbuchautor.

## Tätigkeit
Kelby ist der Autor zahlreicher Bücher zu den Themen Adobe Photoshop, Digitalphotographie und Mac OS. Weiterhin ist er Herausgeber und Redakteur der Zeitschriften Photoshop User und Layers sowie Chefredakteur der Zeitschrift Darkroom. Er ist Präsident und Mitbegründer der National Association of Photoshop Professionals sowie Chief Executive Officer (CEO) der KW Media Group, die sowohl die genannten Zeitschriften als auch Kelbys Bücher verlegt. Kelby führt weiterhin Seminare und Konferenzen zu Photoshop und verwandten Adobe-Produkten durch und wirkt an einem Photoshop-Video-Podcast (Photoshop User TV) mit, den er mit wechselnden Co-Tutoren wie Matt Kloskowski oder Dave Cross moderiert.
Kelby ist verheiratet und hat zwei Kinder.

## Auszeichnungen
Sowohl 2006 als auch in den beiden Vorjahren war Kelby laut Nielsen BookScan der auflagenstärkste Computerbuch-Autor in den Vereinigten Staaten. Im Zeitraum von 2001 bis Mai 2007 wurden über eine Million seiner Bücher verkauft, das Werk The Digital Photography Book verkaufte sich weltweit in einem Zeitraum von acht Monaten rund 140.000 Mal.
The Photoshop Book for Digital Photographers wurde 2004 mit dem „Benjamin Franklin Award“ der Independent Book Publishers Association ausgezeichnet.